# Vlorë (præfektur)
Vlorë er et af Albaniens tolv præfekturer. Administrationscenteret er byen Vlorë. 1. januar 2017 havde præfekturet 188.795 indbyggere.
Præfekturet består af kommunerne Delvinë, Finiq, Himarë, Konispol, Sarandë, Selenicë og Vlorë. Det dækker de tidligere distrikter Delvinë, Sarandë og Vlorë.